# أوستين ماكاتشا
أوستين ماكاتشا (بالإنجليزية: Austin Makacha)‏ (مواليد 1 يناير 1984 في نيروبي) لاعب كرة قدم كيني دولي يجيد اللعب في خط الوسط . يلعب لصالح نادي سيريوس السويدي .

## روابط خارجية
- أوستين ماكاتشا على موقع الاتحاد الدولي (مؤرشف)  (الإنجليزية)
- أوستين ماكاتشا على موقع قاعدة بيانات كرة القدم.إي يو (الإنجليزية)
- أوستين ماكاتشا على موقع ناشيونال فوتبول تيمز (الإنجليزية)